# Hannoverscher Verband Landeskirchlicher Gemeinschaften
Der Hannoversche Verband Landeskirchlicher Gemeinschaften (HVLG) ist ein Dachverband von landeskirchlichen Gemeinschaften in den Bundesländern Niedersachsen und Bremen. Der Verband arbeitet innerhalb der Landeskirchen Hannovers, Schaumburg-Lippes, Braunschweigs, Oldenburgs und Bremens. Er gehört zum europaweiten Netzwerk von Missionsbewegungen in den evangelischen Kirchen (Gemeinschaftsbewegung). Ihm sind Landeskirchliche Gemeinschaften sowie nicht organisierte Gruppen in rund 200 Orten Niedersachsens und in Bremen angeschlossen. Darin treffen sich überwiegend evangelische Christen und andere an Lebens- und Glaubensfragen interessierte Menschen.
Mit verschiedenen Angeboten werden unterschiedliche Alters- und Zielgruppen erreicht. Für Erwachsene gibt es Bibelgespräche und Hauskreise, Gemeinschaftsstunden oder Abendgottesdienste. In vielen Orten gibt es eine Veranstaltung für alle Altersgruppen, außerdem Kinder- und Jugendarbeit, Fraueninitiativen und Familienangebote, Beratung und Seelsorge, mancherorts Chöre, Singgruppen oder Instrumentalkreise. Hinzu kommen Freizeitangebote und Ferienmaßnahmen sowie Projektgruppen und Seminare – zum Beispiel zu Fragen des Lebens und zum Kennenlernen der Bibel.
Mehr als 1.000 ehrenamtlich Mitarbeitende und 25 hauptamtliche theologische Mitarbeiter gestalten die Veranstaltungen und Initiativen der Landeskirchlichen Gemeinschaften mit. Wichtigste Publikation des Verbandes ist das zweimonatlich erscheinendes Magazin WIR+ mit Regionalteil für Niedersachsen. Landesgeschäftsführer des Verbandes ist Gerhard Stolz, Bispingen.